# Die Sturmflut
Die Sturmflut ist ein deutscher Fernsehfilm, der von teamWorx Television & Film GmbH im Auftrag des Privatsenders RTL produziert. Er erzählt die Geschichte der Hamburger Sturmflut vom 16. Februar 1962. Regie führte Jorgo Papavassiliou, zu den Darstellern gehören unter anderem Götz George, Jan Josef Liefers, Benno Fürmann, Heiner Lauterbach und Nadja Uhl. Die Erstausstrahlung wurde von mehr als 11 Millionen Menschen verfolgt.

## Handlung
14. Februar 1962: In einer Wetterstation auf Island beobachtet der Bewohner, dass sowohl sein Hund als auch die Vogelschwärme über dem Meer sehr aufgeregt reagieren. Es scheint ein schweres Unwetter heraufzuziehen.
Im Seewetteramt Hamburg erhält man ebenfalls Kenntnis von ersten Sturmausläufern. Die engagierte Meteorologin Susanne Lenz warnt ihren Vorgesetzten Friedrich Pröscher vor einer herannahenden Sturmflut. Pröscher nimmt sie allerdings nicht ernst.
15. Februar 1962: Katja Döbbelin und ihre Familie bereiten sich auf die bevorstehende Hochzeit von Katja mit dem Arzt Markus Abt vor. Sie ist gerade mit einem Umzug in ihr neues Haus beschäftigt. Am Abend sind sie, ihre Eltern und ihr Sohn Philip zu einem Abendessen bei den wohlhabenden Eltern ihres zukünftigen Ehemannes eingeladen. Für Hamburg werden erste Sturmwarnungen veröffentlicht, die aber noch niemanden beunruhigen.
Währenddessen gerät vor der Küste Englands der Frachter MS Irina in Seenot.
Kurz vor dem Abendessen im Hause Abt macht Karl Abt seinem Sohn nochmals deutlich, dass er der Hochzeit mit der „nicht standesgemäßen“ Katja nicht zustimmt, und will ihn davon abbringen. Markus Abt macht ihm deutlich, dass er dieser Bitte unter keinen Umständen nachkommen wird. Er droht seinem Vater sogar damit, dass er sich von ihm abwenden würde, wenn er sich nicht anständig verhalten sollte. Das Abendessen geht dann ohne größere Probleme zu Ende.
16. Februar 1962: Susanne Lenz macht sich mit einem Hubschrauber zu der Bohrinsel „Frieda I“ auf, die auch eine Wetterstation unterhält. In Cuxhaven steigen derweil die Wasserstände und in Scarborough vor der Küste tobt ein Sturm.
Während sich Lenz bei Alexander Claussen, dem Chef der Bohrinsel, über die Wetterlage informiert, kommt es zu einem Blitzeinschlag auf der Bohrinsel. Der Vorarbeiter Bernd Riemann wird dabei schwer verletzt. Es kommt außerdem zu einem Funkausfall.
Währenddessen in Hamburg. Jürgen Urban, welcher als Matrose unterwegs war, hat in Hamburg Station gemacht. Er will seinen kranken Vater im Krankenhaus besuchen. Im Krankenhaus trifft er auf Katjas Sohn Philip, ohne zu wissen, dass er das Kind seiner großen Liebe ist. Er führt auch eine Unterhaltung mit Markus Abt über den Gesundheitszustand seines Vaters, nicht ahnend, dass er hier den zukünftigen Ehemann von Katja vor sich hat. Markus Abt erzählt Jürgen, dass er Katja heiraten wird.
Jürgen erfährt von Katjas Vater, dass sich Katja gerade im Hause der Abts aufhält und begibt sich dorthin, weil er Katja sehen will. Er begegnet ihr dort, und Katja scheint verwirrt zu sein. Jürgen fragt sie, warum sie nie auf seine Briefe geantwortet hätte, doch Katja behauptet, nie Post von ihm bekommen zu haben.
Gegen 15.30 Uhr bekommen die ersten Deiche Risse.
Paul Döbbelin führt ein ernstes Gespräch mit seiner Frau Hilde. Er erfährt so, dass sie die Briefe von Jürgen abgefangen hat und sich diese noch in ihrem Besitz befinden. Er bittet sie, Katja die Briefe noch vor ihrer Hochzeit auszuhändigen.
Jürgen entscheidet sich nach einem Gespräch mit seinem Vater, nicht wieder auf das Schiff zu gehen und in Hamburg zu bleiben.
In Cuxhaven liegt der Wasserstand mittlerweile bei 3,50 Meter über Normalnull. Die Bohrinsel „Frieda I“ hat zwischenzeitlich eine Neigung von 7 Grad erreicht.
Am Abend soll der Polterabend von Markus und Katja in Hamburg-Wilhelmsburg stattfinden. Markus Abt muss kurzfristig einen Bereitschaftsdienst übernehmen. Er soll aber nur in dringenden Notfällen alarmiert werden. Katjas Bruder Stefan hingegen hat ganz andere Sorgen, er kann mit seiner Band als Vorgruppe bei einem Konzert auftreten und bittet seine Schwester, von dem Polterabend fernbleiben zu dürfen. Seinem Vater gefällt dieses zwar nicht, aber seine Schwester gibt ihm dazu ihren Segen.
Jürgen mietet sich ein Zimmer in der Pension „Zum Anker“. Die Wirtin Lotte stellt ihm sogar einen Anzug zur Verfügung. Jürgen plant, Katja bei ihrem Polterabend zur Rede zu stellen.
An der friesischen Küste wird ein Notruf der „Frieda I“ aufgefangen. Ein kleines Mädchen nimmt diesen zunächst entgegen und informiert dann ihren Vater. Als dieser sich anschließend selber einen Eindruck verschaffen will, wird just zu diesem Zeitpunkt der Deich überflutet.
Katjas Bruder Stefan ist vor seinem großen Auftritt doch noch zum Polterabend erschienen, um seiner Schwester ein Lied zu singen. Anschließend begibt er sich mit seinen beiden Freunden zu ihrem Auftritt. Sie erfahren, dass die Hauptband des Abends nicht anwesend ist und sie nun das komplette Programm alleine bestreiten sollen. Dabei stellen die drei Jungs fest, dass sie nicht einmal einen Bandnamen haben.
In der Zwischenzeit taucht Jürgen auf dem Polterabend auf und es kommt zu einer Auseinandersetzung zwischen ihm und Markus. Diese geht allerdings noch glimpflich aus und Jürgen verlässt den Saal.
Auf der „Frieda I“ gibt es zwischenzeitlich erhebliche Probleme. Die Bohrinsel hat mittlerweile eine Neigung von 15 Grad. Alexander Claussen und Susanne Lenz wollen versuchen, die ausgefallene Maschine wieder in Betrieb zu bekommen, um die Bohrinsel zu stabilisieren. Sie schaffen dieses auch, allerdings tritt nun auch noch Wasser in den Fuß der Bohrinsel ein. Sie stehen vor der Entscheidung, den Fuß fluten zu lassen, um dann durch die Luke durch die gefluteten Gänge aus dem Fuß zu entkommen. Sie entscheiden sich dafür und das Wasser wird in den Fuß geleitet. Nachdem die Kammer vollgelaufen ist, können sie die Luke öffnen und sie schwimmen nach oben. Claussen bleibt dabei an einem Ventil hängen und Susanne Lenz kehrt um, um ihn zu befreien. Es gelingt ihr, aber dabei wird sie bewusstlos. Mit letzter Kraft gelangt Alexander Claussen mit der bewusstlosen Susanne an die Oberfläche.
Der Polterabend löst sich mehr und mehr auf, nachdem zuerst Markus Abt zu einem Notfall gerufen wird und auch Staatssekretär Abt wegen der herannahenden Sturmflut alarmiert wird. Die Frauen sowie Philip und der Trauzeuge Katjas warten im strömenden Regen auf ein Taxi.
Karl Abt muss im Lagezentrum der Stadt erfahren, dass es erste Deichbrüche im Stadtbereich Hamburg gegeben hat. Unter anderen ist der Köhlbranddeich an mehreren Stellen gebrochen und die Stadtteile Finkenwerder und Wilhelmsburg sollen überflutet sein. Er will sofort zurück, doch man rät ihm davon dringend ab.
Jürgen will gerade die Pension betreten, als er ein panisch fliehendes Pferd vorbeilaufen sieht. Er will den Grund erfahren und wird mit der herannahenden Flutwelle konfrontiert. Er flüchtet mit seinem Motorrad vor den Wassermassen und will Katja und ihre Familie warnen. Er kommt gerade noch rechtzeitig und die Familie beginnt zu fliehen. Katja, ihr Sohn, Katjas Trauzeuge und Jürgen werden von den Wassermassen eingeholt und getrennt. Philip klammert sich verzweifelt an einem Schild fest, während Trauzeuge Mario ihm zur Hilfe kommen will. Bei diesem Versuch wird er von einer im Wasser treibenden Kiste getroffen und verletzt. Er treibt reglos an Katja vorbei, während Philip ebenfalls vom Wasser weitergetrieben wird. Er kann sich aber an einem Auto festklammern.
Sowohl Jürgen als auch Katja versuchen Philip zur Hilfe zu kommen. In diesem Moment treibt ein Auto genau auf Philip zu.
Auf der Bohrinsel „Frieda I“ muss Alexander Claussen Susanne Lenz wiederbeleben, was ihm auch gelingt. In Wilhelmsburg kämpfen Jürgen und Katja weiter um das Leben von Philip. Er kann sich gerade noch rechtzeitig vor dem auf ihn zutreibenden Auto retten. Durch die Hilfe von Jürgen und seiner Mutter können sie sich alle drei auf ein Hausdach retten. Sie beschließen, sich in die nahegelegene Kirche zu begeben.
17. Februar, 1.43 Uhr: In Hamburg kommt es zu ersten Stromausfällen. Im Krankenhaus Harburg – Markus hat zu dieser Zeit Bereitschaftsdienst – springt das Notstromaggregat an. Markus und das restliche Krankenhauspersonal erfahren, dass in Hamburg mehrere Deiche gebrochen sind. Die ersten Opfer finden sich im Krankenhaus ein und schnell werden die notwendigen Arzneimittel knapp.
Stefan lässt währenddessen den Auftritt im Star-Club platzen, um sich auf die Suche nach seiner Familie zu machen. In einem Lazarettlager entwendet er ein Schlauchboot.
Katja, Philip und Jürgen schaffen es in die Kirche. Dort treffen sie auch auf ihre Mütter und auf Katjas Kollegin Nicola. In einem Gespräch mit Katja gesteht Jürgen ihr, dass er sie noch immer liebt.
Am frühen Morgen trifft Innensenator Helmut Schmidt im Lagezentrum im Polizeipräsidium ein. Er lässt sich einen ersten Lagebericht geben und übernimmt dann die Leitung des Krisenstabes. Karl Abt ist von dieser Vorgehensweise nicht begeistert und weist Schmidt darauf hin, dass er damit seine Kompetenzen überschreiten würde. Schmidt erläutert ihm unmissverständlich, dass Notlagen auch unkonventionelle und vor allem schnelle Hilfe erfordern. Auf dem Fliegerhorst Faßberg starten erste Hubschrauber der Bundeswehr um sich aus der Luft einen ersten Überblick über die Lage zu verschaffen. Unter ihnen befindet sich auch Paul Döbbelin.
In der Kirche wird Philip bewusstlos. Er hat hohes Fieber. Jürgen verlässt mit dem Boot die Kirche um Hilfe zu holen. Katja und Nicola machen sich derweil in einem Sarg auf den Weg zu einer nahe gelegenen Apotheke.
Innensenator Schmidt telefoniert in der Zwischenzeit mit einem General im NATO-Hauptquartier in Paris. Er schildert ihm die Lage in Hamburg und bittet um unverzügliche Hilfe. Sie wird ihm gewährt, während Karl Abt Schmidt erneut darauf hinweist, dass er seine Kompetenzen bei weitem überschreitet.
Stefan hört auf der Suche nach seinen Angehörigen eine schwache Stimme. In einem Gebäude entdeckt der eine schwangere junge Frau. Als er zu ihr gelangen will, zerstört er das Schlauchboot. Er bleibt bei ihr und versorgt sie mit dem Nötigsten. Am Abend hören sie einen Hubschrauber und nutzen eine Tür, um zu einigen anderen Opfern auf einem Dach zu gelangen, die von dem Hubschrauber gerettet werden.
Die „Frieda 1“ kann am Morgen evakuiert werden. Der schwer verletzte Riemann stirbt auf dem Flug nach Hamburg.
In der Wilhelmsburger Kirche spitzt sich die Lage zu. Der kleine Philip hat bereits 40 Grad Fieber. Außerdem erfährt Katja von ihrer Freundin Nicola von dem Verhältnis zwischen ihr und Markus. Sie gibt ihr aber zu verstehen, dass sie so etwas schon geahnt hätte und zum anderen, dass auch sie ein Geheimnis mit sich herumträgt.
Dem Hubschrauber mit Katjas Vater an Bord geht der Treibstoff aus. Es können alle Menschen vom Dach gerettet werden und auch die schwangere junge Frau gelangt noch in den Hubschrauber. Nur Stefan muss zurückbleiben. Sein Vater will ihn nicht alleine lassen und springt aus dem Hubschrauber ins Wasser, um zu seinem Sohn zu gelangen. Bei der Rückkehr des Hubschraubers wird dem Piloten bewusst, dass es Paul Döbbelin nicht geschafft hat.
Jürgen ist in der Zwischenzeit im Krankenhaus angekommen. In einem Gespräch mit seinem Vater erfährt er, dass er der Vater von Katjas Sohn Philip ist. Jürgen will wieder zurück zur Kirche. Kurze Zeit später lässt sich auch Markus mit einem Hubschrauber zur Kirche fliegen. Da der Hubschrauber dort nicht landen kann, springt Markus aus dem Hubschrauber.
Im Krisenstab legt sich Karl Abt währenddessen erneut mit Innensenator Schmidt an. Er will ihn für seine Kompetenzüberschreitungen zur Verantwortung ziehen lassen. Helmut Schmidt lässt sich von diesen Drohung allerdings nicht einschüchtern.
Philip blutet aus dem Ohr, er hat vermutlich einen Schädelbasisbruch. Jürgen und Markus begeben sich erneut zur Apotheke um weitere Medikamente zu besorgen. Zur gleichen Zeit führen Karin Abt und Hilde Döbbelin ein Gespräch über ihre Ehen und wie diese verlaufen sind. Hilde Döbbelin geht daraufhin zu ihrer Tochter und gesteht ihr, dass sie die Briefe von Jürgen hat verschwinden lassen. Katja ist entsetzt.
In der Apotheke entdecken Jürgen und Markus zwar die gewünschten Arzneien, aber durch austretendes Gas kommt es zu einer Gasexplosion. Zunächst scheint es so, als wenn nur Markus die Explosion überlebt hat, doch auch Jürgen lebt noch, allerdings ist er eingeklemmt. Markus bekommt dieses zwar mit, lässt aber Jürgen einfach ohne Hilfe in dem einsturzgefährdeten Haus zurück. Nach seiner Rückkehr in die Kirche versorgt er zunächst Philip und erzählt Katja dann, dass es Jürgen nicht geschafft hätte. Katja glaubt nicht daran und will sich selber davon überzeugen. Sie erzählt Markus, dass er nicht der Vater von Philip ist und macht sich dann auf die Suche nach Jürgen. Markus bleibt bei Philip und erinnert sich an verschiedene Begebenheiten, die er mit ihm erlebt hat.
Katja entdeckt Jürgen in der Apotheke, kann ihn aber alleine nicht befreien. Jürgen fleht sie an, das Gebäude zu verlassen, da es jeden Moment einzustürzen droht. Katja weigert sich bis plötzlich Markus auftaucht. Gemeinsam können sie Jürgen befreien und in letzter Sekunde können sie das Haus verlassen, bevor es einstürzt.
Im Krankenhaus muss Stefan seiner Mutter mitteilen, dass ihr Mann und sein Vater umgekommen sind.
In der folgenden Szene hört man eine Ansprache des Innensenators zur Katastrophe, in der er den vielen Helfern und Organisationen, sowie der Bundeswehr und der NATO für die Unterstützung dankt. Während der Ansprache sieht man Bilder von den überschwemmten Gebieten, von den Opfern und den Geretteten.
Nach dem Trauergottesdienst für Paul Döbbelin trifft Stefan vor der Kirche auf die schwangere Frau und ihren Ehemann. Sie hat einen Sohn zur Welt gebracht und fragt Stefan nach seinem Namen, weil sie ihn nach seinem Retter benennen möchten. Stefan entgegnet daraufhin, dass er dann Paul heißen müsse.
Jürgen, Katja und Philip ziehen zu Jürgens Vater auf dessen Hof, um ihn zu unterstützen. Markus nimmt eine Stelle in Berlin an. Bei einem Treffen kommt es zu einer letzten Aussprache zwischen Katja und Markus.

## Kritik
„Was als (Fernseh-)Actionfilm mit aufwändiger Aufbereitung der fiktionalen Ereignisse beginnt, läuft so doch nur auf ein sich ins Positive wendendes Familiendrama hinaus, wobei sich erst in der Katastrophe herausstellt, wer in Wahrheit zu wem gehört. Einfallslos inszeniert, verschwindet die Nebengeschichte von der versäumten Warnung der Bevölkerung und der rasch und unbürokratisch anlaufenden Hilfe.“

„Regisseur Jorgo Papavassiliou […] inszenierte aufwändig diesen prominent besetzten Zweiteiler, der gekonnt Fakten und Fiktion mischt. Nach einem betulichen Beginn steigert sich die Spannung mehr und mehr, so dass man über einige Ungereimtheiten gut hinwegsehen kann.“

„Es hätte ein packendes Zeitgeschichtsdrama werden können, aber RTL musste seine Riesenproduktion über die Hamburger Flutkatastrophe unbedingt mit Liebeskitsch verwässern. Auch wenn hier jede Menge Stars auftauchen: Historische Fakten gehen ebenso unter wie Spannung und Stringenz.“

## Hintergrund
Der Fernsehfilm basiert auf den Ereignissen bei der Sturmflut vom 16./17. Februar 1962 in Hamburg. Bei dieser Sturmflut kamen dort 315 Menschen zu Tode. Insgesamt zerstörte die Flut ca. 6000 Gebäude. Der damalige Innensenator Hamburgs, der spätere Bundeskanzler Helmut Schmidt, wird in diesem Fernsehfilm durch den Schauspieler Christian Berkel verkörpert.
Die Produktionskosten beliefen sich auf rund 8 Millionen Euro. An der Finanzierung waren auch die FFF Bayern, die Filmstiftung NRW, Nordmedia und die Filmförderung Hamburg beteiligt. Die Drehzeit betrug 70 Tage. Drehorte waren unter anderem der Hamburger Hafen, Lauenburg/Elbe und Essen.

## Fehler im Film
Es wurde aber auch in einigen Punkten Kritik an der Verfilmung geäußert. Diese Kritik beschäftigt sich mit den zahlreichen historischen Fehlern und der übertriebenen Darstellung der eigentlichen Sturmflut.
So wird besonders der Schauplatz der Bohrinsel „Frieda I“ als grober Fehler angemerkt, denn die Erdölfelder in der Nordsee wurden erst 1969 – also rund sieben Jahre nach der Sturmflut – entdeckt. Ebenso sind auf der Bohrinsel Hinweisschilder für Feuerlöscher zu sehen, die erst Ende der 1990er Jahre in dieser Form eingeführt wurden (EU-Norm).
Als weiterer Fehler ist das havarierte Containerschiff zu nennen, da das erste Schiff dieser Art Europa erst 1966 anlief. Eines der eingesetzten Rettungsschiffe verfügte über einen Wulstbug, wie er erst Jahre später eingeführt wurde.
Darüber hinaus wird in einer Luftaufnahme die Hamburger Hauptkirche Sankt Jacobi mit neuem Turm gezeigt, dieser wurde aber erst 1963 fertiggestellt.
Auch bei den Rangabzeichen der an den Deichen eingesetzten Soldaten der Bundeswehr sind mehrere dabei, die erst Ende der 1970er-Jahre eingeführt wurden.
In einer weiteren Szene in Hamburg ist eine Hochbahn (silber-orangefarbene Fahrzeuge) zu sehen, die es Anfang 1962 noch nicht gab.
Im Film vermag ein durch Katja einfach ausgerollter Streifen Klebeband Philip sowie Jürgen wie eine Rettungsleine zu sichern, obwohl die Fluten so stark sind, dass an der betreffenden Stelle sogar ein Auto von den Wassermassen weggespült wird.
In der Realität kam es nicht wie im Film zu einer großen Flutwelle, stattdessen stieg das Wasser langsam an, weshalb es auch so viele Menschen im Schlaf überraschen konnte.
Das Gas war zu dem Zeitpunkt der Explosion in der Apotheke schon in der ganzen Stadt abgestellt. Damals war es auch noch Kokerei-Gas, das man sofort riechen konnte.
Einen Tag später war auch der Strom abgestellt. Radio konnte nur mit Batterien gehört werden.
Das von Katjas Bruder auf dem Polterabend gesungene Lied ist stilistisch eine Grunge-Ballade, die mit damals aufkeimenden Musikstilrichtungen unvereinbar ist.
Die von einigen Darstellern getragenen langen Haare waren 1962 noch nicht gesellschaftsfähig, ebenso wenig wie so manche Verhaltensweisen bzw. Umgangsformen der Personen untereinander (Vater-Sohn-Gespräche, das „Du“ unter völlig Fremden …).
Die Vornamen der drei Hauptpersonen Katja, Markus und Jürgen sind altersmäßig untypisch für die Altersgruppe der dargestellten Personen. Diese Vornamen wurden vornehmlich in den 1960er Jahren vergeben. 1962 dürften die Protagonisten höchstens 40 Jahre alt gewesen sein. Bei einem Geburtsjahr in den 1920er Jahren wären Vornamen wie „Käthe“, „Walter“ und „Günther“ typischer gewesen.
Helmut Schmidt war im Zweiten Weltkrieg Oberleutnant und nicht wie im Film erklärt Leutnant.
Die Uhrzeit am Fernschreiber wird mit UTC Zeit angegeben. UTC-Zeit wurde erst 1972 eingeführt.
In einer Szene in einer Behörde hängt ein Bild von Theodor Heuss an der Wand. Theodor Heuss war aber seit 1959 nicht mehr Bundespräsident. Stattdessen müsste dort ein Porträtfoto von Heinrich Lübke hängen.
An einer Stelle im Film erleidet Jürgen eine Schnittverletzung am linken Arm. In der nächsten Szene auf einem Hausdach befindet sich diese Wunde am rechten Arm und eine Szene später wieder am Linken.

## Ausstrahlung
Der Film wurde am 19. und 20. Februar 2006 als Zweiteiler erstausgestrahlt.
| Datum            | Zuschauer  | Zuschauer       | Marktanteil | Marktanteil     | Quelle |
| Datum            | Gesamt     | 14 bis 49 Jahre | Gesamt      | 14 bis 49 Jahre | Quelle |
| ---------------- | ---------- | --------------- | ----------- | --------------- | ------ |
| 19. Februar 2006 | 11,59 Mio. | 6,60 Mio.       | 30,5 %      | 38,9 %          | [ 5 ]  |
| 20. Februar 2006 | 11,20 Mio. | –               | 31,3 %      | 39,2 %          | [ 6 ]  |

Im Anschluss an den ersten Teil strahlte RTL die 50-minütige Dokumentation Die Sturmflut – Hamburg geht unter aus. Diese verfolgten 6,65 Millionen Zuschauer bei 24,1 Prozent Marktanteil. In der werberelevanten Zielgruppe lagen die Marktanteile bei 32,4 Prozent.
Bereits am 24. Februar 2006 wurde Die Sturmflut als Doppel-DVD veröffentlicht. Neben dem Fernsehfilm enthält die DVD unter anderem Videoreportagen zu den Dreharbeiten und ein Videotagebuch von Darsteller Jan Josef Liefers.

## Hörbuch
Der Film wurde auch als Hörbuch produziert. Es besteht aus 3 CDs bei einer Gesamtspieldauer von rund 160 Minuten. Es sind die Originalstimmen aller Schauspieler zu hören.

## Auszeichnungen
- 2006 – DVD Champion in der Kategorie TV-Programm